# Rettungsmedaille (Norwegen)

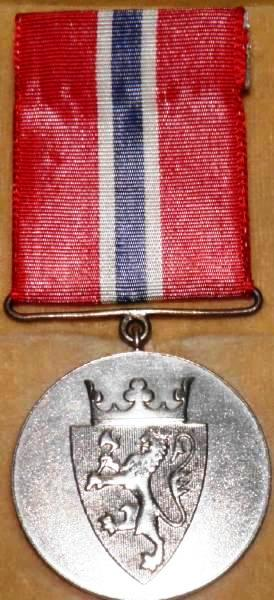
Norwegische Rettungsmedaille (Medaljen for redningsdåd).

Die Norwegische Rettungsmedaille (norwegisch: Medaljen for redningsdåd) war eine während der Zeit des Zweiten Weltkrieges sieben Mal verliehene norwegische Auszeichnung für die Errettung von Menschen aus Lebensgefahr. Sie wurde am 27. Januar 1944 durch den damaligen Ministerpräsidenten Vidkun Quisling gestiftet. Nach dem Ende des Zweiten Weltkriegs wurde sie nicht mehr verliehen.

## Aussehen und Trageweise
Die in Silber geprägte Medaille hat einen Durchmesser von 33 mm und zeigt mittig auf ihrer Vorderseite das erhaben geprägte Wappen des Königreichs Norwegen in der während Quislings Amtszeit üblichen Form mit einer offenen Krone. Die Rückseite wird von einem kreisrunden Mittelfeld dominiert, welches leer ist. In ihm werden bei Verleihung der Medaille das Datum der Rettungstat sowie der Name des Retters eingraviert. Auf dem äußeren Ring der Rückseite ist geprägt zu lesen: FOR REDNINGSDÅD (dt. FÜR RETTUNGSTAT). Der Schriftzug selber ist mit einem Eichenlaubornament umgeben. Die Rettungsmedaille selber wurde an einem Bande mit einer Querstange oberhalb der linken Brusttasche getragen. Das Ordensband ist dabei 32 mm breit in den norwegischen Flaggenfarben mit den üblichen Maßverhältnissen gehalten. Das heißt, der blaue Mittelstreifen ist 4 mm breit, hat 2 mm breite weißen Kanten und durchschneidet senkrecht ein rotes Feld.
Verliehen wurde die Rettungsmedaille üblicherweise mit einer sehr einfachen Urkunde vom norwegischen Schifffahrtsministerium. Auf dieser Urkunde war oben das farbige Wappen Norwegens abgebildet und darunter ein fünf-zeiliger Vordruck. Die erste Zeile war dabei leer und für die Gravur des Namens des Retters vorgesehen. In den weiteren vier Zeilen stand auf Norwegisch:  … ist verliehen die Medaille für Rettungstat. Schiffahrtsdepartment, Oslo den ….
Empfänger waren:
- Gunleik Perskås, Rjukan am 8. Oktober 1944 für eine Rettungstat am 20. Februar 1944
- Jon Dalen d.y., Rjukan am 8. Oktober 1944 für eine Rettungstat am 20. Februar 1944
- Jon Dalen d.e., Rjukan am 8. Oktober 1944 für eine Rettungstat am 20. Februar 1944
- Halvor Digerud, Rjukan am 8. Oktober 1944 für eine Rettungstat am 20. Februar 1944
- Knut O. Urdalen, Rjukan am 8. Oktober 1944 für eine Rettungstat am 20. Februar 1944
- Odd Andersen, Rjukan am 8. Oktober 1944 für eine Rettungstat am 20. Februar 1944
- Bjarne Kristensen, Fredrikstad am 14. März 1945 für eine Rettungstat am 14. März 1944